# Baloutches

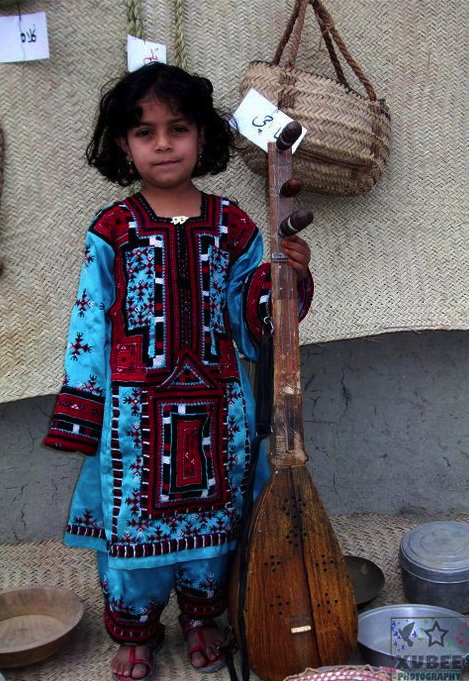
Enfant baloutche en costume traditionnel, au Pakistan

Drapeau régional du Baloutchistan

Les Baloutches sont un peuple iranien qui vit majoritairement (5,6 millions au total) au Baloutchistan (ou Balouchistan), une province du sud-ouest du Pakistan. Il existe aussi des communautés baloutches importantes en Afghanistan (environ 100 000), en Iran (environ un million) et au Turkménistan (environ 28 000). Les quelque 100 000 Baloutches d’Afghanistan habitent dans le Sud-Ouest, soit dans les provinces de Kandahar, Helmand et Nimroz, près de la frontière pakistanaise.

## Étymologie
Diverses étymologies ont été proposées. Selon Rawlinson (1873) leur nom viendrait du dieu babylonien Belus. Dames (1904) pense qu'il dérive de l'avestique balash, désignant le panache de leurs casques, dans les troupes de l'Empire achéménide. Herzfeld (1968) propose le médique (en) brza-vaciya : les « véhéments ». Nassir Dashti (2012) rapproche les Baloutches des Balaches de Balachagan, un groupe ethnique de l'Atropatène (actuel Azerbaïdjan et nord-ouest de l'Iran) chassé par les Azéris vers le sud-est au temps des Sassanides. Mais la plupart des auteurs relient la désignation des Baloutches au sanskrit bal-och : « fort-magnifique ».

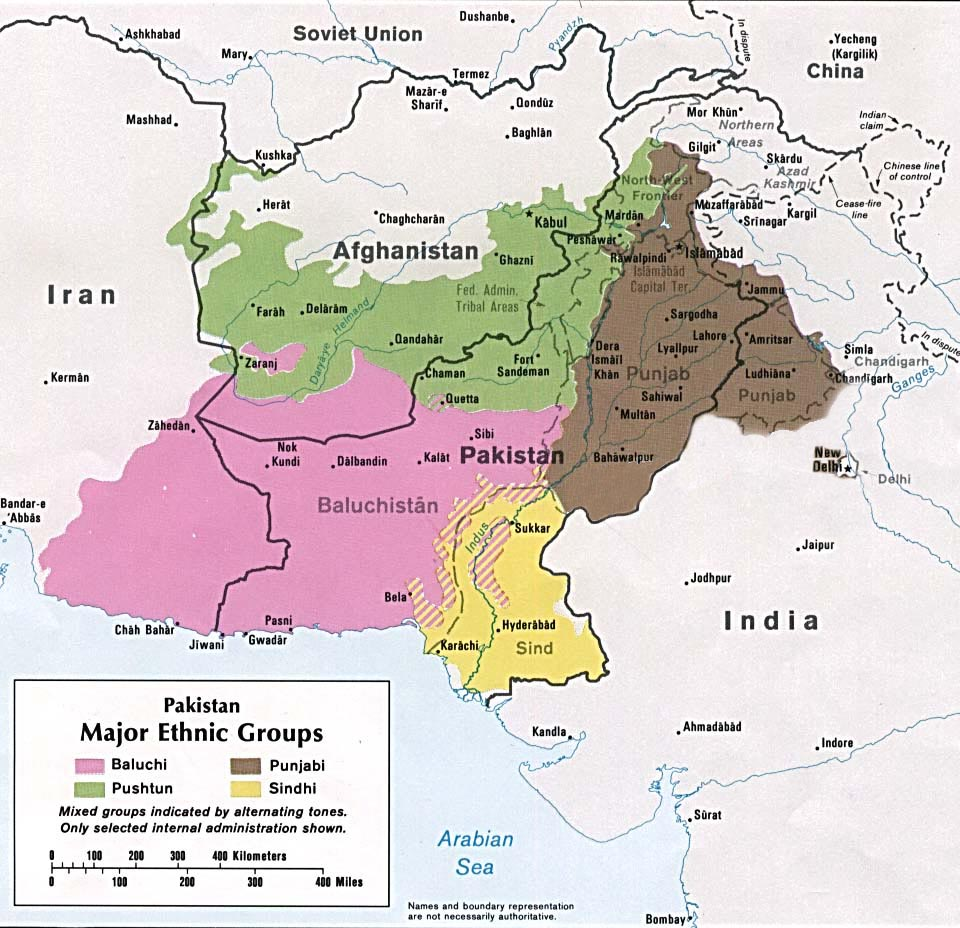
En rose l'aire de diffusion de la langue baloutche.

## Caractéristiques
Certains Baloutches ont la peau sombre et la plupart sont très bruns, ce qui leur a fait supposer des origines en partie dravidiennes (comme la langue de la minorité brahouie), mais leur langue, le baloutchi, est iranienne, donc de la famille indo-européenne. Du point de vue confessionnel, ce sont des musulmans qui se réclament du sunnisme hanafite, une école juridique tolérante mêlée à une aqida matouridite peu rigoriste qui leur permet de conserver de nombreuses croyances particulières et des cultes locaux. La tribu initialement nomade des Bezendjas fait partie de ce peuple. Une infime minorité de Baloutches sont Zoroastriens, peut-être entre 10 000 et 15 000 personnes, soit moins de 0,2 % des quelque 8 millions de Baloutches.